# Alfred Moss
Alfred Moss (ur. 30 maja 1897 roku w Londynie, zm. 23 kwietnia 1972 roku w Stoke Mandeville) – brytyjski kierowca wyścigowy.

## Życiorys
W swojej karierze Moss startował głównie w Stanach Zjednoczonych w mistrzostwach AAA Championship Car oraz towarzyszącym mistrzostwom słynnym wyścigu Indianapolis 500, będącym w latach 1923-1930 jednym z wyścigów Grandes Épreuves. W pierwszym sezonie startów, w 1924 roku w wyścigu Indianapolis 500 uplasował się na szesnastej pozycji. W mistrzostwach AAA nie był klasyfikowany.
W 1957 roku wraz z Kenem Gregorym założyli zespół Formuły 1 British Racing Partnership.

## Życie prywatne
Alfred jest ojcem byłego kierowcy Formuły 1, czterokrotnego wicemistrza świata z lata 1955-1958 Stirlinga Mossa.